# 小鐵伝!!
『小鐵伝!!』（こてつでん）は岩本ゆきお作のコミックボンボンで連載されていた漫画。

## 登場人物

### 小鐵の仲間
天道の小鐵（てんどうのこてつ）
喧嘩が得意な天客を目指す14歳の少年。天通力の属性は「熱」。
小鐵の信念である天客道を貫き通し、父の大鐵から天客と認められ、二代目となった。
機械の修理が得意で、一話でテレビの修理をしていた。
天道の大鐵（てんどうのだいてつ）
元天客の小鐵の父、38歳。
『だいのじ』というタコ焼き屋をしているが、味は独創的（タコ焼きの中にスイカが入っていたり）。
昔は有名だったらしい。
凛（りん）
小鐵と一緒にいる少女。
ヒロインのようだが、1話以降出番が無かったが、朧滅人衆が壊した町の復興の場面で登場した。
小鐵のことを心から心配していて、火打ち石のお守りを渡した。
マダナイ
小鐵の飼っている猫。
悪党2人組みに捕まっているところを、大鐵が助けた。
電信の犬丸（でんしんのポチまる）
甘露の富慈に脅され、小鐵の情報を仕入れていた「情報屋」。
甘露の富慈との戦いの後、小鐵との絆が芽生えた。
戦闘能力は低いが、持っている情報は多く、ケータイも持っている。
十六夜の月華（いざよいのげっか）
元朧滅人衆の一人。欠無月の長兎と小鐵の華会への招待状を奪うために現れた。
風を自在に操り、小鐵を圧倒したがその後小鐵との再戦で、小鐵と引き分け友情が芽生えた。
＜必殺技＞
- 風神砲（ふうじんほう）

両腕を合わせ、巨大な竜巻を放つ技。

### 天客
三千骸の鐘馗（さんぜんむくろのしょうき）
極楽六道町六ノ界大親分。つまり天客の親分。
仮面をつけていて動きが変。顔は女性的で小鐵と犬丸には美人のおねー様と思われた(本人も肉マン型胸パッドを入れて巨乳美人を演じていた)。分身が使える。
小鐵のことを気にかけていて、修行を行ったりしている。
＜必殺技＞
- ガシャドクロ300

鐘馗の操る骸骨の人形を召喚する。操り人形と言ってはいるが、意思はある模様(毎日牛乳を飲んでいたり、縁側でお茶をしている)。おでこに文字が出ていて、そのときの気分が表示される。
- ガシャドクロ3000

鐘馗の大技。ガシャドクロ300を巨大化したようなもの。小鐵の天通力で一撃で粉砕された。
玉刃鋼の斬世（たまはがねのざんせ）
六ノ界第十一席親分。自らの血液を刃に変えることが出来る。
朧滅人衆を雇った張本人で天道一家を恨んでいる模様。
甘露の富慈（かんろのとみじ）
犬丸を使って小鐵を倒そうとした天客。何席かは不明。
糖分を食べて強くなる。小鐵の前に敗れたがその後逃げていった。
＜必殺技＞
- モンブ乱舞（もんぶらんぶ）

モンブランを食べて連続攻撃を食らわせる。

### その他
牛刃（ぎゅうじん）
「盗み」「人さらい」「人売り」と何でもする大悪党。巨体で巨大な剣を振るう。小鐵の信念の前に破れた。
欠無月の長兎（まんげつのながと）
朧滅人衆の御目付役。小鐵の華会への招待状を奪うために現れた。
滅人の闇をなくしたとして、月華を殺そうとするも小鐵の妨害により退散した。

## 用語
天客【てんかく】
その地域の何でも屋のようなもの。その地域の人々には慕われる。
極楽六道町には13人の天客がいて第何席親分と呼ばれる。
天客道【てんかくどう】
小鐵の思う、天客の筋。
華会【はなかい】
天客の集まる会議のこと。会場は三千骸の鐘馗の屋敷。
会場には天客しか入れないことになっているが例外もある(召使いなど)。
朧滅人衆【おぼろほろびとしゅう】
依頼を受けてその仕事をする集団のこと。物を奪ったり、町の破壊をする。暗殺などもすると思われる。ターゲットに依頼内容を打ち明けてから依頼を始める。
天通力【てんつうりき】
己のまっすぐな心の強さで引き出される力。発現できるのは馬鹿か天才だけと言われている。